# Episodi di Cimarron City
La prima e unica stagione della serie televisiva Cimarron City è andata in onda negli Stati Uniti dall'11 ottobre 1958 al 4 aprile 1959 sulla NBC.
| nº | Titolo originale          | Prima TV USA     |
| -- | ------------------------- | ---------------- |
| 1  | I, the People             | 11 ottobre 1958  |
| 2  | Terror Town               | 18 ottobre 1958  |
| 3  | To Become a Man           | 29 ottobre 1958  |
| 4  | Twelve Guns               | 1º novembre 1958 |
| 5  | The Medicine Man          | 8 novembre 1958  |
| 6  | Hired Hand                | 15 novembre 1958 |
| 7  | Kid on a Calico Horse     | 22 novembre 1958 |
| 8  | The Beast of Cimarron     | 29 novembre 1958 |
| 9  | A Respectable Girl        | 6 dicembre 1958  |
| 10 | The Bloodline             | 13 dicembre 1958 |
| 11 | Cimarron Holiday          | 20 dicembre 1958 |
| 12 | McGowan's Debt            | 27 dicembre 1958 |
| 13 | The Bitter Lesson         | 3 gennaio 1959   |
| 14 | A Legacy of Ossie Harper  | 10 gennaio 1959  |
| 15 | Child of Fear             | 17 gennaio 1959  |
| 16 | Burn the Town Down        | 24 gennaio 1959  |
| 17 | Runaway Train             | 31 gennaio 1959  |
| 18 | The Beauty and the Sorrow | 7 febbraio 1959  |
| 19 | Return of the Dead        | 14 febbraio 1959 |
| 20 | Blind is the Killer       | 21 febbraio 1959 |
| 21 | The Unaccepted            | 28 febbraio 1959 |
| 22 | The Ratman                | 7 marzo 1959     |
| 23 | Have Sword, Will Duel     | 14 marzo 1959    |
| 24 | Chinese Invasion          | 21 marzo 1959    |
| 25 | The Town is a Prisoner    | 28 marzo 1959    |
| 26 | The Evil One              | 4 aprile 1959    |

## I, the People
- Prima televisiva: 11 ottobre 1958
- Diretto da: Jules Bricken
- Soggetto di: Fenton Earnshaw

### Trama
- Guest star: Harry Tyler, Mary Alan Hokanson (Martha Tillot), Rick Vallin (scagnozzo), Sandy Sanders (Bandit Leader), Robert Stevenson (cittadino Introduces Garner at Rally), Robert Riordan, John Anderson (sceriffo Jim Martin), Claudia Bryar, Raymond Guth, Burt Nelson, Bart Carlin, Ken Hooker, Leonard Nimoy (Gyja), John Baxter, Cris Roberts, Al Wyatt Sr., Little Arrow, Chick Hannan (cittadino), Burt Mustin (Burt Tooker), Ted Smile (cittadino), Mary Stevenson, Jack Tornek (frequentatore bar)

## Terror Town
- Prima televisiva: 18 ottobre 1958
- Diretto da: Richard H. Bartlett
- Soggetto di: Trebor Lewis

### Trama
- Guest star: Don Megowan (Grant Budinger), Jonathan Haze (Judd Budinger), Dan Duryea (Roy Budinger), Barbara Lawrence (Cora Budinger), Dan Blocker (Tiny Carl Budinger), Pete Dunn (Dody Hamer), Earl Hansen, Curt Barrett, William Tannen, George Dunn (Jesse Williams), David Tomack

## To Become a Man
- Prima televisiva: 29 ottobre 1958
- Diretto da: Richard H. Bartlett
- Scritto da: Norman Jolley

### Trama
- Guest star: William Talman (Jeff Conway), Robin Riley (Joey Conway), Gary Hunley (Chris Conway), Stuart Randall (sceriffo Art Sampson), Jason Robards Sr. (Cal Demming), Rodney Bell (Will the avvocato), Claire Carleton (Alice Purdy), Lillian Powell (Ethyl Garneer), Jack Lambert (Smith Gang Chief), Pete Dunn (Dody Hamer), Earl Hansen (Other Smith), Nesdon Booth (Frank il barista), Chick Hannan (cittadino)

## Twelve Guns
- Prima televisiva: 1º novembre 1958
- Diretto da: Richard H. Bartlett
- Soggetto di: Norman Jolley

### Trama
- Guest star: John Dehner (Will Buckley)

## The Medicine Man
- Prima televisiva: 8 novembre 1958
- Diretto da: Richard H. Bartlett
- Scritto da: Norman Jolley

### Trama
- Guest star: Gary Merrill (Joshua Newton), June Lockhart (Emily Newton), Robert J. Wilke (Wesley), Stuart Randall (sceriffo Art Sampson), Thayer Roberts (colonnello Crass), Pete Dunn (Dody Hamer), Gary Crutcher (Jed), Charles J. Conrad (cittadino), Earl Hansen (cittadino), Selmer Jackson (dottore), Leonard P. Geer (Tall cittadino), Tom Smith (cittadino)

## Hired Hand
- Prima televisiva: 15 novembre 1958
- Diretto da: John Brahm

### Trama
- Guest star: Elizabeth Montgomery (Ellen Wilson), Mike Connors (Bill Thatcher), Pete Dunn (Dody Hamer), Joseph Vitale (Jose), William Henry (Bob Evans), Harry Strang (rancher), George Robotham (Cox)

## Kid on a Calico Horse
- Prima televisiva: 22 novembre 1958

### Trama
- Guest star: Linda Darnell (Mary Clinton), Dean Stockwell (Bud Tatum), Edgar Buchanan (Shanty), John Litel (giudice Platt), Douglas Kennedy (Sam Thaw), Walter Coy (Ed Brayder), Stuart Randall (sceriffo Art Sampson), Jason Robards Sr. (Cal Demming), Ray Teal (Fred Knight), Ed Hinton (pubblico ministero), Richard Warren (Trail Cook), Craig Duncan (Martin), Charles Seel, Paul Weber, Roy Darmour

## The Beast of Cimarron
- Prima televisiva: 29 novembre 1958
- Diretto da: Abner Biberman
- Scritto da: Norman Jolley

### Trama
- Guest star: Don Megowan (Beast / Perry Dunlap), Dan Blocker (Tiny Budinger), George Dunn (Jesse Williams), Pete Dunn (Dody Hamer), Dennis McCarthy (Doc Hodges), Vivi Janiss (Ivy Hargrave), Tom Fadden (Silas Perry), Claire Carleton (Alice Purdy), Leonard P. Geer (Ed), Olan Soule (Sam Hargrave), Chick Hannan (cittadino=

## A Respectable Girl
- Prima televisiva: 6 dicembre 1958
- Diretto da: James Neilson
- Scritto da: Leo Townsend

### Trama
- Guest star: Dorothy Malone (Nora Arkins), Glenda Farrell (Maggie Arkins), Harold J. Stone (Fred Barker), John Beradino (Sam Jethro), Walter Sande (Frank Shanley), Hal Baylor (McGee), Stuart Randall (sceriffo Art Sampson), Selmer Jackson, Wally Brown (Jed Frame), Tom Fadden (Silas Perry), James Griffith (Breen), Georgianna Carter, Boyd Stockman, Carol Henry, Boyd 'Red' Morgan, Chuck Roberson, Bill Williams, Frank J. Scannell, Fenton Jones

## The Bloodline
- Prima televisiva: 13 dicembre 1958
- Diretto da: Douglas Heyes
- Scritto da: Douglas Heyes

### Trama
- Guest star: Richard Jaeckel (Webb Martin), J. Carrol Naish (Rafe Crowder)

## Cimarron Holiday
- Prima televisiva: 20 dicembre 1958
- Diretto da: Richard H. Bartlett

### Trama
- Guest star: Tim Hovey (Avery Wickham), Ken Mayer (Prue Wickum), Linda Leighton (Ida Wickum), Dan Blocker (Tiny Budinger), George Dunn (Jesse Williams), Pete Dunn (Dody Hamer), Tom Fadden (Silas Perry), Claire Carleton (Alice Purdy), Harry Harvey (Marshal Hennessy), Wally Brown (Jed Fame), Dinah Shore (cittadina che canta Auld Lang Syne)

## McGowan's Debt
- Prima televisiva: 27 dicembre 1958

### Trama
- Guest star: Kathleen Crowley (Claire Norris), Larry Pennell (Drew McGowan), William Phipps (Rand Scoville), John Harmon (Hardesty), Pat Hogan (Mr. Pruitt), Nesdon Booth (barista), Marshall Bradford (dottore), John Pelletti, Al Baffert, Herman Hack (cittadino)

## The Bitter Lesson
- Prima televisiva: 3 gennaio 1959
- Diretto da: John Meredyth Lucas
- Soggetto di: Ernest Haycox

### Trama
- Guest star: Dorothy Provine (Laura Winfield), Gregg Palmer (Tom Hiller), Richard Travis (Paul Erskine), Dan Blocker (Tiny Budinger), George Dunn (Jesse Williams), Tom Fadden (Silas Perry), Claire Carleton (Alice Purdy), Dennis McCarthy (dottor Sam Hodges), Army Archerd (Army Archerd - Newpaper Editor), Frank Bank (Henry Purdy), Jim Boles (Skeeter), Chick Sheridan (cittadino on Horseback), Fred Sherman (Burt Purdy), Tom Smith (cittadino), Dick Wilson (Mr. Nole)

## A Legacy of Ossie Harper
- Prima televisiva: 10 gennaio 1959

### Trama
- Guest star: Morris Ankrum (Fenton), Larry J. Blake (Wilson), Nesdon Booth (Jed Fane), Carleton Carpenter (Ossie Harper), Walter Coy (Ed Brayder), Tom Fadden (Silas Perry), John Harmon (Sam Hardesty), David Leland, Judi Meredith (Martha Fenton), James Seay (Addison), Audrey Totter (Beth Purcell, solo accreditato), Chick Hannan (cittadino), Rod McGaughy (cittadino)

## Child of Fear
- Prima televisiva: 17 gennaio 1959
- Diretto da: John Brahm

### Trama
- Guest star: John Carradine (Jared Tucker), Tom Pittman (Jesse Stainback), Luana Anders (Nancy Tucker), Jeanne Bates (Amy Shaw), Frank Gerstle (Henry Shaw), Stuart Randall (sceriffo Art Simpson), John Harmon (Sam Hardesty), Charles Keane (membro linciaggio)

## Burn the Town Down
- Prima televisiva: 24 gennaio 1959
- Diretto da: Richard H. Bartlett
- Scritto da: Ralph E. Winters

### Trama
- Guest star: Dennis McCarthy (dottor Sam Hodges), Wally Brown (Jed Fame), Dan Blocker (Tiny Budinger), George Dunn (Jesse Williams), Pete Dunn (Dody Hamer), Tom Fadden (Silas Perry), Claire Carleton (Alice Purdy), Addison Richards (Martin Kingsley), Jon Locke (Ray), Fred Sherman (Burt Purdy), Herman Hack (cittadino), Chick Hannan (cittadino), Carol Henry (cittadino), Norman Leavitt (Mr. Hickens - Citizen Being Mobbed), Sandy Sanders (scagnozzo), Tom Smith (cittadino)

## Runaway Train
- Prima televisiva: 31 gennaio 1959
- Diretto da: Richard H. Bartlett
- Scritto da: Norman Jolley

### Trama
- Guest star: Diane Brewster (Lisa Caldwell), Dan Blocker (Tiny Budinger), Isabel Randolph (Amy Howard), Myron Healey (Clayton Buckley), Lyle Talbot (Frank Harvey), Dan Riss (U.S. Marshal Martin Benedict), Dennis Moore (Barney, U.S. Marshal), Tom London (conducente), Bert Stevens (passeggero del treno)

## The Beauty and the Sorrow
- Prima televisiva: 7 febbraio 1959
- Diretto da: Richard H. Bartlett

### Trama
- Guest star: Debra Paget (Margaret Smith), Grant Richards (Carl Jason), Randy Stuart (Velvet), Terry Becker (Ezekiel Mulligan), George Hamilton (Tom Wolcott), Lewis Martin (reverendo), Nesdon Booth (barista), Chick Hannan (frequentatore bar), Tom Smith (frequentatore bar)

## Return of the Dead
- Prima televisiva: 14 febbraio 1959
- Diretto da: Richard H. Bartlett
- Scritto da: Tom Seller

### Trama
- Guest star: Tom Drake (Steve Purcell), Brad Dexter (Sam Masters), Dan Blocker (Tiny Budinger), John Goddard (Joe Masters), Keith Richards (Poor Loser), Ted White (Masters' Henchmn), John Hart (Masters' Henchman), Jack Tornek (frequentatore bar)

## Blind is the Killer
- Prima televisiva: 21 febbraio 1959
- Diretto da: John Meredyth Lucas

### Trama
- Guest star: Robert Fuller (Joe Cole), Dan Blocker (Tiny Budinger), Dennis McCarthy (Doc Hodges), Pete Dunn (Dody Hamer), Joseph Sargent (Hank Rowe), Bob Kline (Mike Cole), Nesdon Booth (barista), Morgan Woodward (Flip), Henry Rowland (Mr. Zetter), Tom McKee (Roman Bart), Hal Smith (Johnson), Chuck Roberson (caposquadra), Wally Brown (Jed Frame), Bill Catching (mandriano), Roy Jenson (barista), Ted Mapes (cittadino), Frank Mills (cittadino), Mike Ragan (mandriano)

## The Unaccepted
- Prima televisiva: 28 febbraio 1959

### Trama
- Guest star: Peter Graves (Jens Seidengaard), Rachel Ames (Emily Barton), Robert Barrat (Christian Larsen), Dan Blocker (Tiny Budinger), Pete Dunn (Dody Hamer), Terry Burnham (Cynthia Barton), Edit Angold (Caryn Larsen), Matt Murphy (Otto), Nesdon Booth (Frank il barista), Tom Monroe (Hogan), Kermit Maynard (frequentatore bar), Jack Perrin (uomo sul treno)

## The Ratman
- Prima televisiva: 7 marzo 1959
- Diretto da: Richard H. Bartlett
- Scritto da: Richard Carlyle

### Trama
- Guest star: Everett Sloane (dottor Eckhardt), Dennis McCarthy (dottor Sam Hodges), Dan Blocker (Tiny Budinger), Pete Dunn (Dody Hamer), Malcolm Atterbury (Ben Henderson), Earl Hansen (dottor Fred Stoner), Ethel Shutta (Mrs. Foster), Rand Brooks (Nate Pinker), Herman Hack (cittadino)

## Have Sword, Will Duel
- Prima televisiva: 14 marzo 1959
- Diretto da: Sidney Lanfield
- Scritto da: Tom Seller

### Trama
- Guest star: Jonathan Hole, Lee Roberts, Mel Gaines, Jack Reitzen, Dan Blocker (Tiny Carl Budinger), Gloria Talbott (Conchita Eolita), John Baragrey (Grand Duke Nicolai), Pernell Roberts (O'Hara)

## Chinese Invasion
- Prima televisiva: 21 marzo 1959

### Trama
- Guest star: John McIntire (capitano Adairam Judson), Dan Blocker (Tiny Budinger), Wally Brown (Jed Fame), Tom Fadden (Silas Perry), James Hong (Tang), Dennis McCarthy (dottor Sam Hodges), Terence de Marney (banchiere), Robert Lowery (Harris), Lisa Lu (Mei Ling), Fred Sherman (Burt Purdy)

## The Town is a Prisoner
- Prima televisiva: 28 marzo 1959
- Diretto da: Richard H. Bartlett
- Scritto da: Richard Neil Morgan

### Trama
- Guest star: Rita Moreno (Elena Maria Obregon de Vega), George Dolenz (colonnello Ruiz Guiterez), Lee Van Cleef (Tom), Robert Armstrong (Josh Matthews), Dan Blocker (Tiny Budinger), Penny Edwards (Blonde Saloon Girl), Fred Sherman (Burt Purdy), Nesdon Booth (barista), Paul Sorensen (Ed), Herman Hack (cittadino), Bert Madrid (messicano)

## The Evil One
- Prima televisiva: 4 aprile 1959
- Diretto da: Christian Nyby
- Soggetto di: David Boehm

### Trama
- Guest star: Dan Blocker (Tiny Carl Budinger), Daria Massey (Nooma), Eduard Franz (professore), Olive Carey (Widow Means), Ian Wolfe, Bern Hoffman, Dennis McCarthy, Tom Fadden (Silas Perry)